# Мариапоч
Мариапоч (мађ. Máriapócs) је град у жупанији Саболч-Сатмар-Берег, у региону Северне Велике равнице у источној Мађарској.

## Географија
Покрива површину од 2.209 km2 (853 sq mi) и има популацију од 2.153 становника (2015).

## Историја
Поч је мађарска изведеница имена Паулус (Пал). Према закључку лингвиста, Поч је вероватно припадао првој насеобинској групи округа. Префикс Марија је додат имену у 18. веку, као референца на Маријино светилиште у селу.
Име Поча се у документима помиње први пут 1280. године, његови власници су у то време можда били чланови породице Хонтпазмањи, који су се борили за власништво над насељем. Почетком 1300-их година помиње се као власништво породице Гуткелед. Око 1354. био је међу поседима замка Ечед, а 1600-их година је наведен као власништво чланова породице Батори.
До 1758. године гроф Карољи је део свог имања пренео на хришћански ред базилита. Од 1816. до 1872. године место је било трговиште са правом одржавања вашара. Од 18. августа 1991. ово место је посетио и папа Јован Павле II, који је понтификовао мису источног обреда на мађарском у олтару на отвореном постављеном поред цркве у присуству 150.000 верника.
Насеље је повратило статус града 1993. године.

## Становништво
Године 2001. 96% градског становништва се изјаснило као Мађари, 4% Роми. Тада је број становника био 2.277, од којих је 1.240 било локално запослено.
Током пописа 2011. године, 89,6% становника се изјаснило као Мађари, 9% као Роми, 0,2% као Немци, 0,3% као Румуни и 2% као Русини (10,4% се није изјаснило. Због двојног идентитета, укупан број може бити већи од 100%). Верска дистрибуција је била следећа: римокатолици 25,2%, реформатори 4,7%, гркокатолици 53,1%, неденоминациони 4,3% (12,4% није одговорило).